# Ezocallista
Ezocallista, monotipski rod morskih školjkaša iz porodice Veneridae. Jedina vrsta je E. brevisiphonata. Vrsta je prvi puta opisana kao Saxidomus brevisiphonata Carpenter, 1864.

## Sinonimi
- Callista brevisiphonata (Carpenter, 1864)
- Callista trigonoovata Scarlato in Volova & Scarlato, 1980
- Macrocallista chishimana Pilsbry, 1905
- Saxidomus brevisiphonata Carpenter, 1864

## Vanjske poveznice
- Shell Encyclopedia (sa slikama)